# Рогозовский, Зусман Матвеевич
Зу́сман Матве́евич Рогозо́вский (пс. Юзеф, 1910—1972) — деятель советского кинематографа.
В 1930-х работал на Украинской студии кинохроники. На фронте был заместителем начальника киногруппы Сталинградского фронта. После войны успешно продолжил работать в художественной кинематографии (c М. Роммом, М. Янчо, Г. Данелия и другими).

## Фильмография
- «Цветущая Украина» — организатор кинопроизводства
- «Щорс» (1939) — организатор кинопроизводства
- «Буковина, земля украинская» (1939) — организатор кинопроизводства
- «Освобождение» (1940) (документальный фильм)
- «Поезд идёт на восток» (1947) — директор картины
- «В квадрате 45» (1956) — директор картины
- «Коммунист» (1957) — директор картины
- «Неподдающиеся» (1959) — директор картины
- «Мичман Панин» (1960) — директор картины
- «А если это любовь?» (1962) — директор картины
- «Суд» (1962) — директор картины
- «Я шагаю по Москве» (1963) — директор картины[2]
- «Тридцатый» (1965) — директор картины
- «Обыкновенный фашизм» (1965) — директор картины
- «Твой современник» (1967) — директор картины
- «Мальчики» (1971) — директор картины

## Награды
- орден Красной Звезды
- медаль «За оборону Сталинграда»[3]
- медаль «За победу над Германией»[3]